# Baal Ier
Baal Ier de Tyr fut roi de Tyr de 677 à 671 av. J-C.   .

## Règne
Le roi Assarhaddon se heurte à deux foyers de résistance en Phénicie,  constitués par les successeurs d'Ithobaal II à Sidon où règne Abdi Milkouti et à Tyr sous la conduite de son roi Baal Ier.
Abddimilkutti est vaincu en 677 déporté à Ninive et exécuté. Sidon est rasée et une nouvelle cité nommée Kar-Assarhaddon bâtie sur son emplacement. Vers 675/673 Baal Ier, deux autres rois phéniciens Milkyasap de Byblos et Mattanbaal d'Arwad ainsi que d'autres rois régionaux et de Chypre doivent fournir des matériaux pour embellir le palais de Ninive.
Baal Ier tente ensuite de s'allier à l'Égypte. En 671 Assarhaddon marche sur la ville et l'assiège. Baal retranché dans l'île de Tyr échappe à la captivité mais il perd toutes ses possessions et doit se soumettre.
Baal Ier est toujours roi de Tyr sous le règne d'Assurbanipal. Il paie tribut avec Milkyasap de Byblos et le nouveau roi d'Arwad Yakinlu. Ils doivent fournir un contingent et des bateaux à l'armée assyrienne qui attaque l'Égypte.
En 662 Assurbanipal assiège Tyr à son tour. Baal Ier se soumet de nouveau : il envoie son fils nommé Yahimilki ainsi que sa fille et ses nièces comme otages au roi assyrien. Ce dernier magnanime garde les princesses pour son harem mais il renvoie son fils à Baal Ier.

## Source
- Véronique Krings, La civilisation phénicienne et punique : manuel de recherche, Brill, 1995.  (ISBN 9004100687)